# Horacio González
Horacio Luis González (Buenos Aires, 1 de febrero de 1944-ibídem, 22 de junio de 2021) fue un sociólogo, filósofo, pensador, intelectual, historiador, investigador, escritor y profesor argentino. Era profesor de Teoría Estética, de Pensamiento Social Latinoamericano, Pensamiento Político Argentino y dictó clases en varias universidades nacionales, entre ellas las de la ciudad de La Plata y Rosario. Entre 2005 y 2015 se desempeñó también como director de la Biblioteca Nacional.

## Biografía
Nació en la ciudad de Buenos Aires en 1944. Creció en barrio porteño de Villa Pueyrredón. Hijo de padres separados, recuerda especialmente la influencia de su abuelo —de profesión ferroviario y oriundo de Recanati (Italia)— en su primera educación. Militó en el movimiento estudiantil llegando a ser presidente del Centro de Estudiantes de la Facultad de Filosofía y Letras de la Universidad de Buenos Aires a fines de la década de 1960.
Fue uno de los profesores que dictaron las Cátedras Nacionales, creadas entre 1968 y 1972 en la Facultad de Filosofía y Letras de la Universidad de Buenos Aires, en el ámbito de la carrera de Sociología, que conformaron un movimiento de resistencia a la dictadura cívico militar gobernante.
Obtuvo su licenciatura en Sociología en la Universidad de Buenos Aires en 1970. Se doctoró en Ciencias Sociales en la Universidad de São Paulo, Brasil, en 1992. Desde 1968 ejerce la docencia universitaria. Es profesor titular en la Universidad de Buenos Aires, la Universidad Nacional de Rosario y en la Facultad Libre de Rosario, entre otras.
En 2013 fue distinguido con el título honorífico de doctor honoris causa, otorgado por la Universidad Nacional de La Plata. Ha publicado numerosas obras de gran valor sociológico, filosófico e histórico tales como La ética picaresca, Decorados, El filósofo cesante, Las multitudes argentinas, Restos Pampeanos y Filosofía de la conspiración. 
Fue director y editor de la revista El ojo mocho, que habilitó reflexiones estéticas, políticas, históricas, éticas, morales y filosóficas, inspiradas en el espíritu crítico. Lo acompañaron en este proyecto María Pía López, Christian Ferrer y otros colegas.
Integró el Espacio Carta Abierta desde su creación en 2008 hasta su disolución el 8 de diciembre de 2019. Este fue un espacio que nucleó y unió a todos los intelectuales que apoyaban el kichnerismo, como José Pablo Feinmann, Horacio Verbitsky, Nicolas Casullo y Ricardo Forster.
En 2004 y 2014 participó del gran jurado de los Premio Konex dedicado a las Letras argentinas.
En 2004 fundó la revista literaria Guka bajo el patrocinio de la Biblioteca Nacional, la que acompañó junto a Alicia Digón hasta el 2018.
Fue director de la Biblioteca Nacional durante una década (2005 a 2015) y en febrero de 2020 fue convocado para tomar la responsabilidad del sello editorial de la casa.
Fue director del sello Fondo de Cultura Económica para Argentina desde marzo de 2019.
Falleció el 22 de junio de 2021 a los setenta y siete años, tras permanecer más de un mes internado a causa de una infección por COVID-19.
El 16 de febrero de 2022 la Biblioteca de la Universidad Nacional de General Sarmiento, que el propio Gonzalez acompañó desde su creación, anteriormente conocida como Unidad de Biblioteca y Documentación UBYD pasó a llamarse por resolución del consejo superior "Horacio González". Esta decisión se hizo efectiva el 22 de marzo del mismo año.
El 22 de junio de 2022, al cumplirse un año de su fallecimiento, se dio el nombre de Horacio González al Museo del libro y de la lengua, un espacio pensado como un recorrido de la cultura nacional y por la experiencia de nuestra condición de hablantes y lectores.

## Obras
- La ética picaresca (1ª edición). Altamira. 1992.[19]
- La realidad satírica: doce hipótesis sobre Página/12 (1ª edición). Paradiso Ediciones. 1992.[20]
- Decorados (1ª edición). Huellas y Manuel Suárez Editor & Prohistoria. ISBN 978-987-99035-4-4. En coautoría con  Eduardo Rinesi.
- El filósofo cesante (1ª edición). Atuel. 1995. ISBN 978-987-9006-22-1.
- Arlt: política y locura (1ª edición). Colihue. 1996. ISBN 978-950-581-171-7.
- Las multitudes argentinas (1ª edición). Desde la Gente. 1996. ISBN 978-950-860-044-8.
- La nación subrepticia - Lo monstruoso y lo maldito en la política y la cultura argentina (1ª edición). El Astillero. 1997. ISBN 978-987-96429-0-0. En coautoría
- Restos pampeanos - Ciencia, ensayo y política en la cultura argentina del siglo XX (1ª edición). Colihue. 1999. ISBN 978-950-581-196-0.
- Las hojas de la memoria: un siglo y medio de periodismo obrero y social en Argentina (1ª edición). Central de los Trabajadores Argentinos. 2000. ISBN 978-987-98150-2-1.
- Historia crítica de la sociología argentina. Los raros, los clásicos, los científicos, los discrepantes (1ª edición). Colihue. 2000. Compilador.[21]
- La crisálida. Metamorfosis y dialéctica (1ª edición). Colihue. 2001. ISBN 978-950-581-232-5.
- Retórica y locura (1ª edición). Colihue. 2002. ISBN 978-950-581-199-1.
- Imperialismo, guerra y resistencia al comienzo del nuevo siglo (1ª edición). Universidad de Buenos Aires. 2003. ISBN 978-950-29-0743-7. En coautoría con Eduardo Grüner y Christian Castillo.
- Filosofía de la conspiración. Marxistas, peronistas y carbonarios (1ª edición). Colihue. 2004. ISBN 978-950-581-237-0.
- La memoria en el atril (1ª edición). Colihue. 2005. ISBN 978-950-581-230-1. En coautoría.
- Los asaltantes del cielo. Política y emancipación (1ª edición). Gorla. 2006. ISBN 978-987-22081-3-4.
- Escritos en carbonilla. Figuraciones, destinos, relatos (1ª edición). Colihue. 2006. ISBN 978-950-581-280-6.
- Paul Groussac: La lengua emigrada (1ª edición). Colihue. 2007. ISBN 978-950-563-951-9.
- Perón: reflejos de una vida (1ª edición). Colihue. 2008. ISBN 978-950-563-970-0.
- Entredichos - Osvaldo Bayer: 30 años de polémicas (1ª edición). Ochava Ediciones. 2008. ISBN 978-987-24311-0-5. En coautoría con Felipe Pigna y León Rozitchner
- El peronismo fuera de las fuentes (1ª edición). Universidad Nacional de General Sarmiento. 2008. ISBN 978-987-630-035-3.
- Beligerancia de los idiomas. Un siglo y medio de discusión sobre la lengua latinoamericana (1ª edición). Colihue. 2008. ISBN 978-950-563-409-5. Compilador
- La batalla por la renta (1ª edición). Las Cuarenta. 2009. ISBN 978-987-1501-07-6. Obra colectiva
- El arte de viajar en taxi. Aguafuertes pasajeras (1ª edición). Colihue. 2009. ISBN 978-950-563-953-3.
- Historia de la Biblioteca Nacional (1ª edición). Biblioteca Nacional. 2010. ISBN 978-987-9350-97-3.
- El acorazado Potemkin en los mares argentinos (1ª edición). Colihue. 2010. ISBN 978-950-563-973-1.
- Kirchnerismo, una controversia cultural (1ª edición). Colihue. 2011. ISBN 978-950-563-974-8.
- Genealogías. Trabajo y violencia en la historia argentina (1ª edición). Homo Sapiens Ediciones. 2011. ISBN 978-950-808-639-6.
- Decirlo todo - Escritura y negatividad en Carlos Correas (1ª edición). Universidad Nacional de General Sarmiento. 2011. ISBN 978-987-630-112-1. En coautoría
- Cómo juzgar al kirchnerismo? - Dos miradas contrapuestas sobre la Argentina de la última década (1ª edición). Nuestra América. En coautoría con Isaac Rudnik
- Lengua del ultraje, de la generación del 37 a David Viñas (1ª edición). Colihue. 2012. ISBN 978-950-563-977-9.
- Dilemas políticos 2001-2011 (1ª edición). Quadrata. 2012. En coautoría con Claudio Lozano y Christian Ferrer
- Historia y pasión - La voluntad de pensarlo todo (1ª edición). Planeta. 2013. ISBN 978-950-49-3087-7. En coautoría con José Pablo Feinmann
- Historia conjetural del periodismo - Leyendo el diario de ayer (1ª edición). Colihue. 2013. ISBN 978-950-563-979-3.
- Las redacciones cautivas (1ª edición). Colihue. 2015. ISBN 978-987-684-641-7.
- Ecos alemanes en la historia argentina (1ª edición). Biblioteca Nacional. 2015. ISBN 978-987-728-028-9.
- Tomar las armas (1ª edición). Colihue. 2016. ISBN 978-987-684-646-2.
- Traducciones malditas - La experiencia de la imagen en Marx, Merlau-Ponty y Foucault (1ª edición). Colihue. 2017. ISBN 978-987-684-679-0.
- Manuel Ugarte - Modernismo y latinoamericanismo (1ª edición). Universidad Nacional de General Sarmiento. 2017. ISBN 978-987-630-304-0.
- Saberes de pasillo - Universidad y conocimiento libre (1ª edición). Paradiso. 2018. ISBN 978-987-4170-04-0.
- La Argentina manuscrita - Cautivas, malones e intelectuales (1ª edición). Colihue. 2018. ISBN 978-987-684-284-6.

## Premios y distinciones
- Doctor Honoris otorgado por la Universidad Nacional de La Plata.[22]
- Doctor honoris causa otorgado por la Universidad Autónoma de Entre Ríos.[23][8]
- Premio José María Aricó, en octubre de 2012, la Facultad de Filosofía y Humanidades de la Universidad Nacional de Córdoba.[3]